# Quokka
De quokka (Setonix brachyurus) is een wallaby, een klein soort kangoeroe, uit het zuidwesten van Australië. Het is de enige soort uit het geslacht Setonix.

## Kenmerken
De quokka heeft een gedrongen lichaamsbouw. Het lichaam is rond met een korte snuit en afgeronde oren. Hij heeft een dichte ruige vacht, die bruin van kleur is. In het gezicht en de nek is de vacht rossiger. De quokka wordt 40 tot 54 centimeter lang en 1,5 tot 4,5 kilogram zwaar. Hij is ongeveer zo groot als een huiskat. De staart is 25 tot 35 centimeter lang.

## Leefwijze
De quokka leeft in kleine familiegroepjes. Meerdere familiegroepjes houden onderling contact met elkaar en hebben overlappende woongebieden. Overdag rusten ze tussen de struiken. 's Avonds gaan ze op zoek naar voedsel. Ze eten gras, bladeren, boomstronken, vruchten en jonge scheuten van struiken.

## Voortplanting
Na een draagtijd van 27 dagen wordt één jong geboren. Het jong blijft zes maanden lang in de buidel.

## Verspreiding
De quokka komt enkel voor in de kuststreek in het zuidwesten van West-Australië, in droge bossen en struwelen langs moerassen en rivieren. Tegenwoordig zijn ze daar zeldzaam door predatie van ingevoerde vossen. Wel komen ze nog algemeen voor op twee vosvrije eilandjes voor de kust, Rottnesteiland en Baldeiland. Vooral op het Rottnesteiland komen ze vrij veel voor. Op Rottnesteiland hebben de dieren hun schuwheid verloren en komen ze vrij dicht in de buurt van mensen, waardoor ze daar een toeristische attractie zijn geworden.

## Trivia
Rottnesteiland is vernoemd naar de quokka. Rond nieuwjaar 1696-1697 deed de Nederlandse VOC-kapitein Willem de Vlamingh op zoek naar het vermiste VOC-schip Ridderschap van Holland het eiland aan en hij noemde het "Rottenest" naar de quokka's die er algemeen voorkwamen en door zijn bemanning als "Bosch-rotten" (bos-ratten) werden aangeduid. In de loop der jaren is "Rottenest-eiland" verbasterd naar het Engelse "Rottnest Island".